# بلانچارد (لوئیزیانا)
بلانچارد (به انگلیسی: Blanchard) شهری در ایالت لوئیزیانا کشور ایالات متحده آمریکا است که جمعیت آن در سرشماری سال ۲۰۱۰ میلادی، ۲٬۸۹۹ نفر بوده‌است.